# Видово (община Девол)
Видово (на албански: Vidohova или Vidohovë, Видохова или Vidovë или Vidova, Видова), е село в Албания, част от община Девол, област Корча.

## География
Селото е разположено на 18 километра източно от град Корча и на 3 километра южно от Божи град (Мирас) по горното течение на река Девол в котловина между Грамос и Морава.

## История
В османските данъчни регистри от средата на XV век Видохово е споменато с 19 глави на семейства и двама неженени: Андрия, Михал, Алекса, Стефан, Яно, Йован, Дабижив, Мирко, Домнико, Йорг, Стефан, Калпак, Леко, Никола, Папа Димитри, Никола, Димитри, Новак и Тодор, и една вдовица Мара. Общият приход за империята от селото е 1283 акчета.
Според преданията на старите слимничени повечето от семействата на село Слимница (Трилофос), Костурско произхождат от Епир и от днес албанските села Чета, Ситница, Видово и други.
Александър Синве ("Les Grecs de l’Empire Ottoman. Etude Statistique et Ethnographique"), който се основава на гръцки данни, в 1878 година пише, че във Видова (Vidova) живеят 600 гърци. Според статистиката на Васил Кънчов („Македония. Етнография и статистика“) в 1900 Видово има 550 жители арнаути мохамедани.
На Етнографската карта на Битолския вилает на Картографския институт в София от 1901 година Видово е чисто турско село в Костурската каза на Корчанския санджак с 80 къщи. Същевременно Видохово е посочено като чисто албанско мюсюлманско село в Корчанската каза на Корчанския санджак със 75 къщи.
Гръцка статистика от 1905 година представя селото като турско – с 650 жители. В 1920 година селото има 644 души население.
Според Георги Константинов Бистрицки Видово преди Балканската война има 12 албаномохамедански къщи.
На етническата карта на Костурското братство в София от 1940 година, към 1912 година Видово е обозначено като албанско селище.
До 2015 година селото е част от община Божи град (Мирас).